# Кратак сусрет (филм из 1945)
Кратак сусрет (енгл. Brief Encounter) је британски љубавно-драмски филм из 1945. године, режисера Дејвида Лина, према сценарију који је Ноел Кауард написао на основу сопствене позоришне представе Still Life. Главне улоге у филму тумаче Силија Џонсон и Тревор Хауард, док су у споредним улогама Стенли Холовеј, Џојс Кери, Сирил Рејмонд, Еверли Грег и Маргарет Бартон. Радња прати Лору, удату жену са децом, чији је конвенционални живот постаје све компликованији због случајног сусрета на железничкој станици са странцем, Алеком. Они ненамерно, али брзо напредују ка емотивној вези, што доводи до нежељених последица.
Филм је премијерно приказан 13. новембра 1945. у Лондону, док је биоскопски објављен дванаест дана касније. Наишао је на позитивне реакције критичара, који су нарочито похвалили глуму главних ликова, али није остварио значајнији финансијски успех. Био је номинован за три Оскара, у категоријама за најбољу режију, најбољу глумицу (Силија Џонсон) и најбољи адаптирани сценарио. Био је један од добитника Златне палме на првом Канском филмском фестивалу, а Силија Џонсон је освојила награду Удружења њујоршких филмских критичара за најбољу глумицу.
Многи критичари, историчари и филмски стручњаци сматрају Кратак сусрет једним од најбољих филмова свих времена. Британски филмски институт га је 1999. сместио на друго место листе „100 најбољих британских филмова свих времена”.

## Радња
У ресторану на железничкој станици, мушкарац и жена седе смркнуто за столом. Једна од жениних пријатељица улази и одмах почиње да прича. Након кратких и напетих изјава љубазности, мушкарац одлази да ухвати свој воз. Жена објашњава да ће мушкарац ускоро отпутовати у Африку. Након што он оде, жена изненада нестаје, али се убрзо враћа, објашњавајући да је само хтела да види експресни воз. После кратке паузе, две жене се укрцавају на свој воз.
Код куће, Лора Џесон, жена са станице, седи у дневној соби са својим мужем Фредом. Иако је Фред добар човек, он не дели Лорину љубав према музици и ретко воде значајне разговоре. Лора у тишини размишља о својим недавним доживљајима, које у мислима исповеда свом мужу.
Лора сваке недеље посећује оближњи град ради куповине и да би погледала филм у биоскопу. Током једне такве посете Милфорду, она упознаје идеалистичног доктора Алека Харвија, који четвртком ради у локалној болници. Алек је шармира тако што јој пажљиво извади трун из ока.
Лора наставља да посећује Милфорд четвртком. Следеће недеље, наилази на Алека у апотеци. Недељу дана касније, ручају заједно и одлазе у биоскоп. Иако су обоје у браку и имају децу, њихов невин и лежеран однос почиње да се продубљује, опасно се приближавајући неверству. Иако их ситуација узнемирава, њих двоје признају да се воле.
Лора и Алек настављају да се виђају на јавним местима све док не наиђу на неке Лорине пријатељице, што захтева прву у низу лажи. На крају се договарају да воде љубав у стану Алековог пријатеља Стивена, који има заказану вечеру. Међутим, Стивен се неочекивано враћа. Он чује Лору како се шуња напоље и суптилно прекорева Алека због његове неверности. Узнемирена, Лора три сата лута улицама, све док је један забринути полицајац не убеди да се врати кући.
На железничкој станици, Лора и Алек признају да њихова веза нема будућност. Ради своје породице, Алек одлучује да оконча однос с Лором тако што ће се преселити у Јужну Африку.
Следеће недеље, Лора и Алек се последњи пут састају у ресторану на железничкој станици, као што је приказано у уводној сцени. Док се спремају да се заувек растану, њих прекида Лорина познаница Доли Меситер, несвесна њихове патње.
Алеков воз стиже пре него што успеју да се опросте како треба. Он јој тихо стеже раме пре него што оде. Савладана емоцијама, Лора готово извршава самоубиство скачући пред експресни воз, али се у последњем тренутку прибира и враћа кући својој породици.
Код куће, Фред примећује Лорину емоционалну одсутност, мада није јасно да ли зна прави разлог. Захваљује јој што се вратила, а она се расплаче у његовим рукама.

## Улоге
| Глумац          | Улога         |
| --------------- | ------------- |
| Силија Џонсон   | Лора Џесон    |
| Тревор Хауард   | др Алек Харви |
| Стенли Холовеј  | Алберт Годби  |
| Џојс Кери       | Миртл Багот   |
| Сирил Рејмонд   | Фред Џесон    |
| Еверли Грег     | Доли Меситер  |
| Маргарет Бартон | Берил Волтерс |
| Марџори Марс    | Мери Нортон   |